# Kaczkanar
Kaczkanar (ros. Качканар) — miasto w Federacji Rosyjskiej, w bezpośrednim podporządkowaniu obwodu swierdłowskiego. 44,1 tys. mieszkańców w 2005 roku.
Położone w międzyrzeczu rzek Is i Wyja, w odległości 205 km od Jekaterynburga.
W mieście rozwinął się przemysł elektroniczny oraz wyrobów żelbetowych.